# Jochen Geiger
Jochen Geiger (auch Jochen Geiger-Dietrich) (* 1959) ist ein ehemaliger deutscher Basketballspieler und -schiedsrichter.

## Laufbahn
1981 schaffte Geiger mit dem TV Langen erstmals in der Vereinsgeschichte den Aufstieg in die Basketball-Bundesliga. Er spielte für die Hessen dann auch in der höchsten deutschen Spielklasse.
Beim TV Langen war er auch als Jugendtrainer tätig sowie 1994/95 Leiter der Basketballabteilung.
Als Schiedsrichter leitete er ab 1987 Länderspiele und Partien im Europapokal. 1996 wurde er beim europäischen Verband FIBA zum Ehrenschiedsrichter ernannt.